# Граховіште
Граховіште (словац. Hrachovište) — село, громада округу Нове Место-над-Вагом, Тренчинський край. Кадастрова площа громади — 9.2 км².
Населення 681 особа (станом на 31 грудня 2020 року).

## Історія
Граховіште згадується 1392 року.

## Населення
| Рік:            | 1994. | 2004.   | 2014.   | 2024.    |
| --------------- | ----- | ------- | ------- | -------- |
| Кількість осіб: | 666   | 694     | 720     | 644      |
| Різниця:        |       | +4,20 % | +3,74 % | -10,55 % |

| Рік:            | 2023. | 2024.   |
| --------------- | ----- | ------- |
| Кількість осіб: | 643   | 644     |
| Різниця:        |       | +0,15 % |